# Land’s End Airport

i7
i11
i13
Der Land’s End Airport (IATA-Code: LEQ, ICAO-Code: EGHC) ist ein kleiner britischer Flugplatz bei St Just in Penwith in Cornwall, 9 km westlich von Penzance.
Er ist der westlichste Flughafen Englands und gehört der Westwards Airways.

## Linienflüge
Derzeit werden folgende Linienflüge ab dem Flughafen Land’s End durchgeführt:
| Fluggesellschaft       | Flugziel(e) |
| ---------------------- | ----------- |
| Isles of Scilly Skybus | St. Mary’s  |